# Ophiorrhiza chandrasekharanii
Ophiorrhiza chandrasekharanii är en måreväxtart som beskrevs av Subba Rao och Gorti Raghawa Raghava Kumari. Ophiorrhiza chandrasekharanii ingår i släktet Ophiorrhiza och familjen måreväxter. Inga underarter finns listade i Catalogue of Life.